# Lecania genitalis
Lecania genitalis là một loài ruồi trong họ Asilidae. Lecania genitalis được Bromley miêu tả năm 1934.